# Вакцина против ротавируса
Вакцина против ротавируса — вакцина, используемая для защиты от ротавирусных инфекций, служащих основной причиной тяжелой диареи у детей младшего возраста. Вакцины предотвращают 15-34 % случаев тяжёлой диареи в развивающихся странах и 37-96 % случаев тяжёлой диареи в развитых странах. Вакцины снижают риск смерти среди маленьких детей из-за диареи. Иммунизация младенцев снижает уровень заболеваемости среди пожилых людей и тех, кто не был вакцинирован.
Всемирная организация здравоохранения (ВОЗ) рекомендует включить вакцину против ротавируса в национальные программы плановой вакцинации, особенно в регионах, где это заболевание распространено. Это следует делать наряду с поощрением грудного вскармливания, мытья рук, использования чистой воды и надлежащих санитарных условий. Препарат вводится перорально в виде жидкости и требует двух или трёх доз. Его следует давать, начиная примерно с шестинедельного возраста.
Вакцины безопасны. Это относится и к их использованию у людей с ВИЧ/СПИДом. В то время как более ранняя версия вакцины была связана с инвагинацией кишечника, текущие версии лишены этого недостатка. Ранее рекомендовалось избегать вакцинации от ротавируса у детей, перенесших инвагинацию кишечника. Вакцины производятся из ослабленного ротавируса.
Вакцина впервые стала доступна в Соединённых Штатах в 2006 году. Она включена в список основных лекарственных средств Всемирной организации здравоохранения. В странах с низким уровнем дохода по состоянию на 2016 год она была доступна по цене от 2 до 4 долларов США за дозу (от 0,30 до 0,60 долларов США после субсидирования). В Соединённом Королевстве одна доза стоит около 35 фунтов стерлингов. В Соединённых Штатах — около 200 долларов США. По состоянию на 2013 год в мире доступны два вида вакцин: Rotarix и RotaTeq. В некоторых странах используются другие вакцины.